# موتویتسا
موتویتسا (به لاتین: Motwica) یک روستا در لهستان است که در گمینا سوسنووکا واقع شده‌است.